# Brandweer Zuid-Holland Zuid

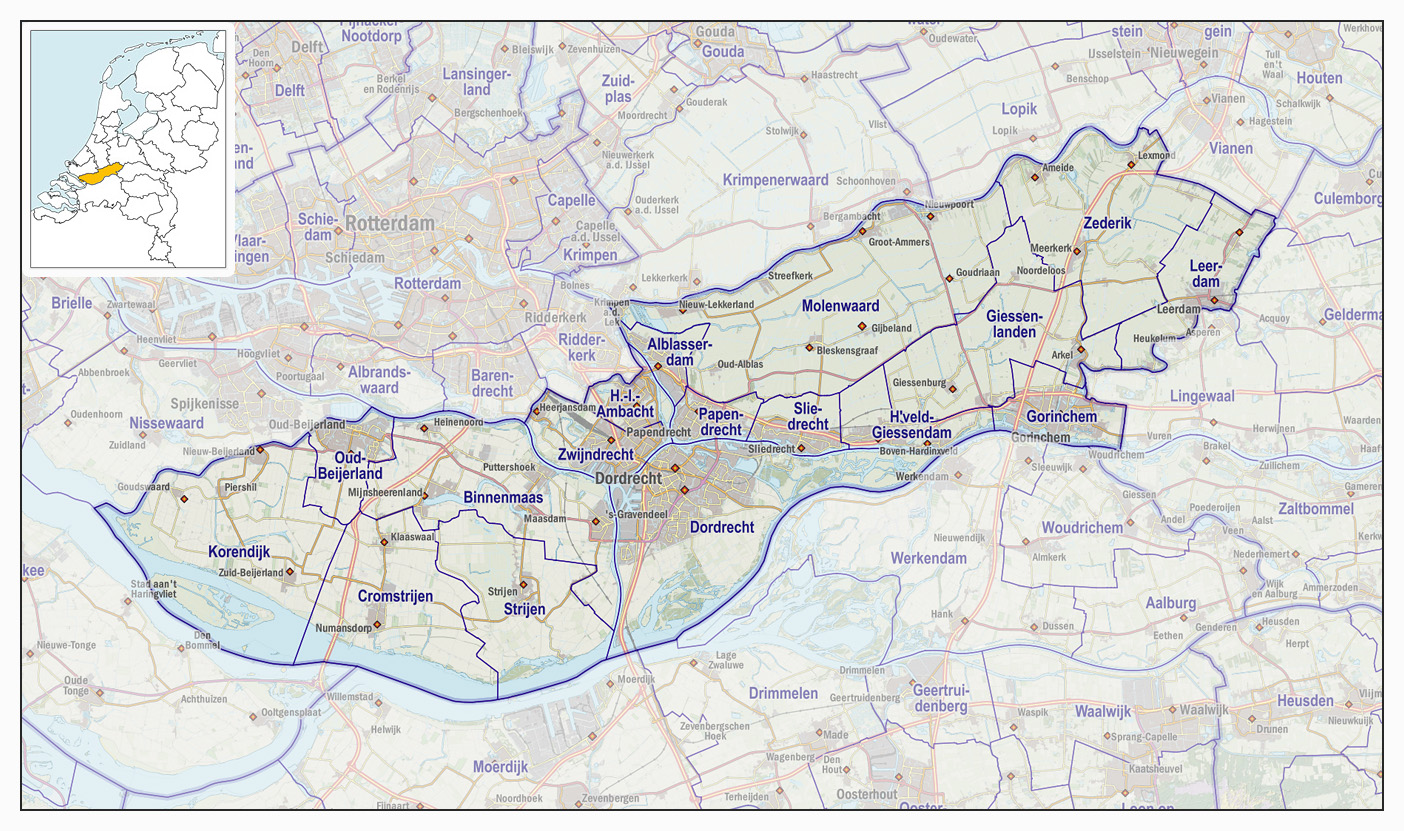
Veiligheidsregio Zuid-Holland Zuid, impressie van het landschap en indeling van gemeenten (2017)

De Brandweer Zuid-Holland Zuid is de regionale brandweer in de Veiligheidsregio Zuid-Holland Zuid.

## Algemeen
In de veiligheidsregio Zuid-Holland Zuid zijn in 2013 alle 17 gemeentelijke brandweerkorpsen opgegaan in de regionale brandweer. De brandweer Zuid-Holland Zuid staat onder leiding van de Regionaal Commandant Brandweer, die weer verantwoording aflegt aan de Veiligheidsregio Zuid-Holland Zuid. Caren Frentz is de huidige de Regionaal Commandant Brandweer. De brandweer is onderverdeeld in vier clusters, die daarna onderverdeeld zijn in 31 brandweerposten.

## Overzicht brandweerposten Zuid-Holland Zuid

### Cluster Hoekse Waard
- Oud-Beijerland
- Maasdam/Puttershoek
- 's Gravendeel
- Heinenoord
- Mijnsheerenland/Westmaas
- Strijen
- Numansdorp
- Klaaswaal
- Zuid-Beijerland
- Nieuw-Beijerland
- Goudswaard

### Cluster Drechtsteden-Noord/Molenwaard
- Albasserdam
- Papendrecht
- Sliedrecht
- Bleskensgraaf
- Brandwijk/Molengraaf
- Goudriaan/Ottoland
- Groot-Ammers
- Langerak/Nieuwpoort
- Nieuw-Lekkerland

### Cluster GHG
- Gorinchem
- Beneden-Hardinxveld
- Boven-Hardinxveld
- Arkel/Hoogblokland
- Hoornaar/Noordeloos
- Giessenburg

### Cluster Dordrecht/Zwijndrechtse Waard
- Dordrecht Leerpark
- Dordrecht Noordendijk
- Zwijndrecht
- Heerjansdam
- Hendrik-Ido-Ambacht

## Aangrenzende regio's
| Aangrenzende regio's         | Aangrenzende regio's      | Aangrenzende regio's              | Aangrenzende regio's | Aangrenzende regio's |
| ---------------------------- | ------------------------- | --------------------------------- | -------------------- | -------------------- |
| Brandweer Rotterdam-Rijnmond |                           | Brandweer Hollands Midden         |                      | Brandweer Utrecht    |
|                              |                           |                                   |                      |                      |
| Brandweer Rotterdam-Rijnmond | Brandweer Gelderland-Zuid |                                   |                      |                      |
|                              |                           |                                   |                      |                      |
| Brandweer Zeeland            |                           | Brandweer Midden- en West-Brabant |                      |                      |